# 길버트체
길버트체(Gilbert體)는 미국의 예술가, 동성애 인권 운동가로서 1978년 무지개기를 처음 디자인한 길버트 베이커(Gilbert Baker)를 기리는 글꼴로, 글자색이 무지개색이다.

## 갤러리

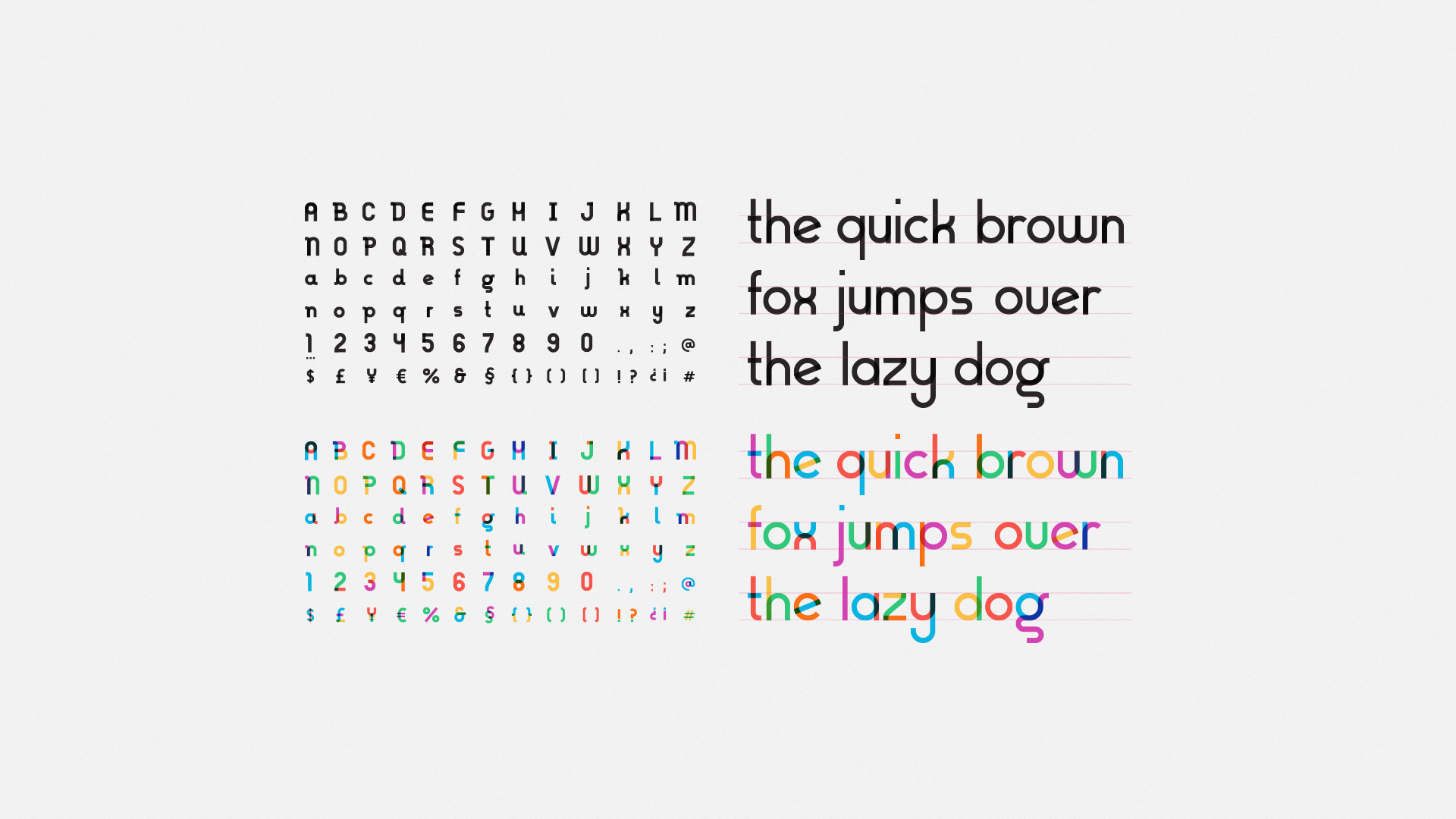
Gilbert Color Bold Specimen
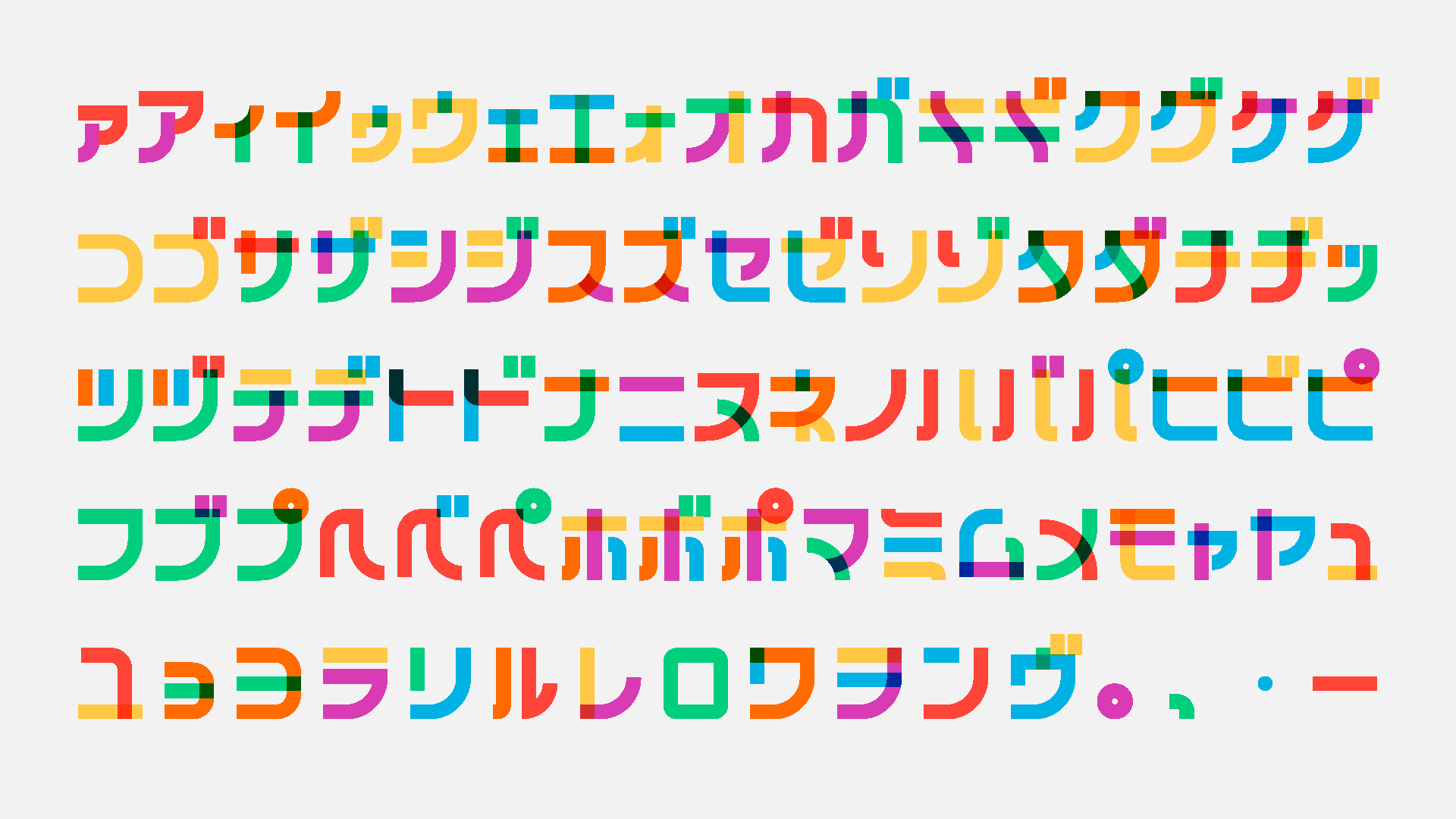
Katakana, Japanese characters
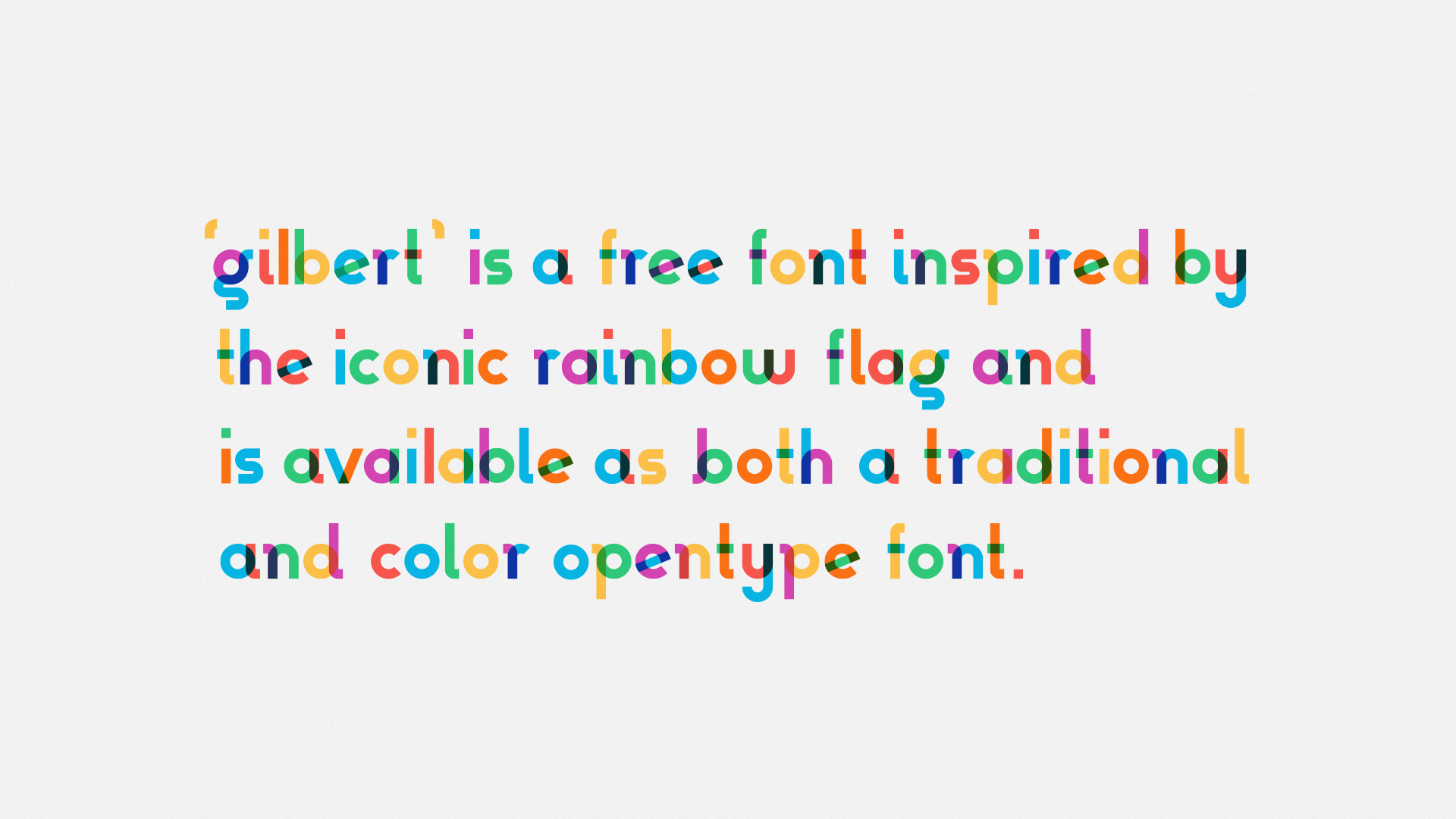
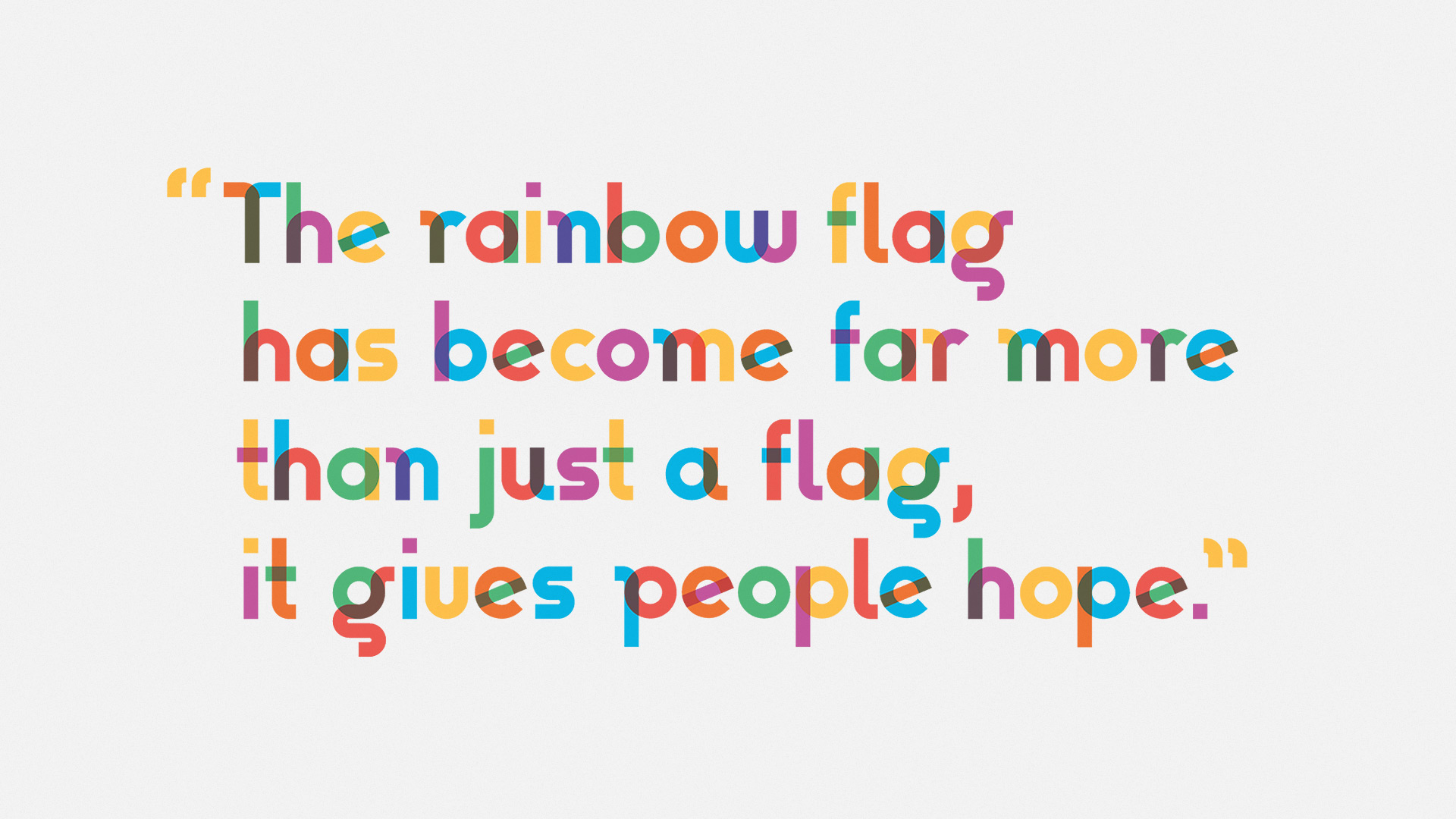

## 같이 보기
- 길벗체